# أهانكارا
أهانكارا أو أهامكارا (بالسنسكريتية: अहंकार)‏، (بالإنجليزية: Ahamkara or Ahankara)‏ هو مُصطلحٌ فلسفيٌّ في الفلسفةِ السَّامخيَّةِ(أ) يُحيلُ إلى عدةِ معانٍ، أشهرها، هو ما يقع في معنى «وعي الذات»، أو «الوعي بالذات». ويُترجم المُصطلح من السنسكريتية حرفيًّا إلى: «أنا أجعلُ، أو أنا أُكلِّمُ(ب)».
والأهانكارا هو ثالث أربعة مبادئ أولى للوجود، إذ باشتراكه مع المبدأ الثاني المُسمى «بودهي [الإنجليزية] أي العقل» يُكوِّنان درجة الاتصال بين الطبيعة والنفس، أي اشتراك العقل والأنية أو الذاتية.

## المفهوم والمعنى
أهانكارا يحمل في طياته معنى «الإحساس بالهُويَّة». وغالبًا ما يُترجم المصطلح إلى «الأنا/الإيغو» ولكنه أوسع من ذلك بكثير، إذ إنَّ أهانكارا يمنحك الإحساس بهويتك. وفي الهندوسية يشير المصطلح أيضًا إلى المُغالاة في احترام الذات، أو الأنانية. وهو مبدأ الاستكبار في الإنسان، واضطراب (تغيير) ينشأ في العقل.

## الهوامش
أ: السامخيا هي مدرسة فلسفيَّة هندوسية أوجدها مُعلِّمٌ أسطوريٌّ أو شبه أسطوري يُقال له «كابيلا». يُقال أنَّه سبق بوذا بقرنٍ من الزمان، حيث إنَّه ولد في «كابيلا فاستو». وسامخيا أو السنكهيا تعني «التعدد».
ب: واختصارًا، «أجعلُ أو جاعِلٌ، أو أُكلِّمُ أو مُكلِّمٌ» (“I-saying,” or “I-making”)، أو أنا أصنع أو أشكِّل أو أكوِّنُ، والثاني، أنا أقولُ. ويُترجم أيضًا إلى «صانع الأنا» (Maker I).